# SOHC
SOHC(영어: Single OverHead Camshaft)란 왕복 기관의 한 형태로, 1개의 캠 샤프트가 실린더 헤드에 놓인 엔진을 의미한다. DOHC가 널리 보편적으로 보급되기 이전에는 OHC라고도 불렸지만, 보다 명확한 구별을 위해 SOHC라 불리게 되었다. 또, 직렬식 실린더의 SOHC 엔진에 한하여 '싱글 OHC'나 '1캠 OHC'라고 불리는 경우도 있다.

## 구조

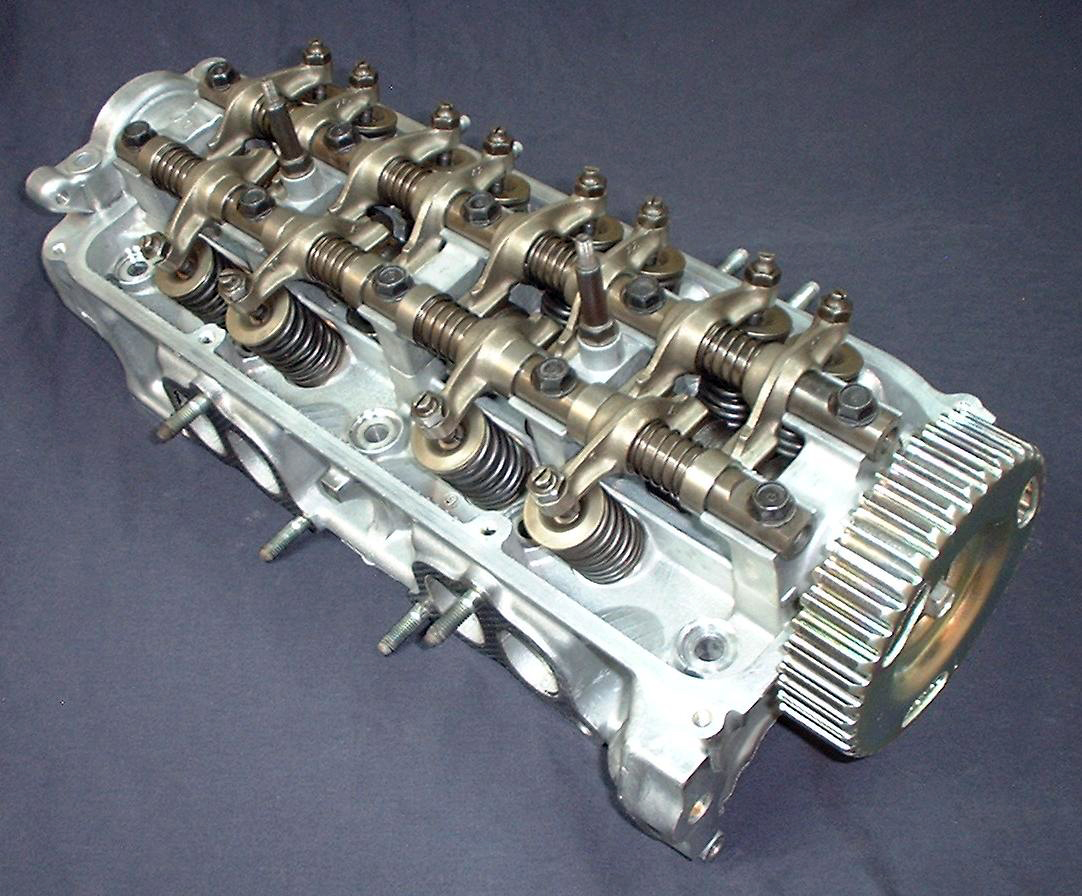
흡배기 레이아웃에 크로스 플로우 방식을 채용한 혼다제 D15A형 4기통 SOHC 12밸브 엔진의 실린더 헤드(수출용)

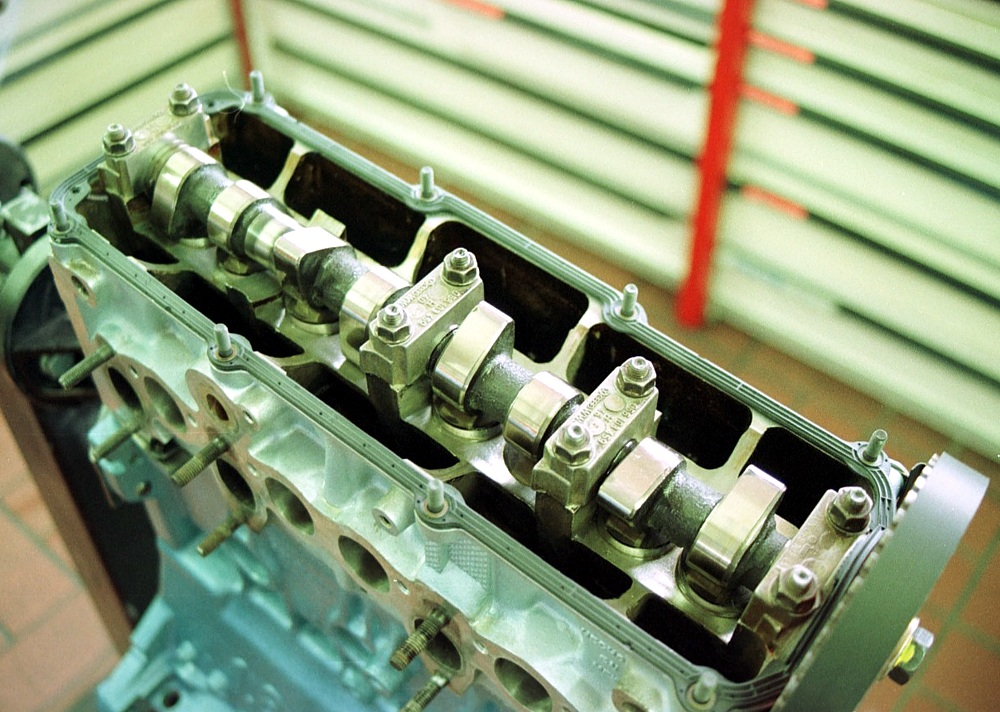
흡배기 레이아웃에카운터 플로우 방식을 채용한 폭스바겐 제 RP형 4기통 SOHC 8밸브 엔진의 실린더 헤드

밸브의 위치는 OHV나 DOHC과 같이 연소실 위이다. 샤프트는 실린더 헤드에 1개 놓여 있다. 샤프트는, 타이밍 체인,  기어, 타이밍 벨트등으로 크랭크 샤프트와 이어져 있어 회전한다. 쐐기형 연소실(웨지 셰이프)과 배스터브형 연소실을 가진 엔진에서는 캠이 직접 밸브를 구동시킨다반구형 연소실이나 다구형 연소실, 펜트 루프형 연소실을 가진 엔진에서는 샤프트와 밸브는 시소가 움직이는 것과 비슷한 로커 암이라는 기능 부품으로 묶여 있으며 움직임을 전달한다. OHV에서는 샤프트 →푸시로드→ 로커 암의 순서로 밸브를 여닫는 움직임이 전해지지만, 그 중에서 푸시로드가 필요없어진다. DOHC와의 차이는 샤프트의 수로, DOHC에서는 흡기 밸브 및 배기 밸브를 각각 전용의 샤프트로 구동시키지만 SOHC에서는 1개의 샤프트를 함께 사용한다.

## 역사
1897년 루돌프 디젤이 개발한 디젤엔진은 OHC였다. 20세기 초부터 고성능 자동차 엔진이나 항공기용 엔진에 사용되었다. 일반 승용차용으로 보급된 것은 1960년대부터 1970년대에 걸쳐서이며, 그 이전까지는 OHV, 더 이전에는 사이드 밸브가 사용되었다.

## 특징
OHV에 비해 밸브 회전의 관성질량을 줄이기 쉽기 때문에, 결과적으로 밸브의 밸브 타이밍 관리가 용이해져 DOHC만큼은 아니지만 고회전·고출력을 얻기 쉽다. 예전에는 실린더 헤드 위의 캠 샤프트를 구동하기 위해 베벨 기어나 캠 기어 트레인이 사용되었기 때문에 OHV보다 전체적인 비용이 높은 시스템이었지만 지금은 저렴한 타이밍 벨트나 체인에 의한 구동이 일반적이다. 부품 수가 OHV나 DOHC보다 적기 때문에 사이즈가 작고 가벼우며 저렴하고, 정비성도 좋다.
DOHC와 비교하면 캠 샤프트가 하나 적기 때문에 구동저항이 적어 연비가 좋은 엔진을 만들기 쉬우며, 사이드 밸브나 OHV처럼 엔진의 중심을 낮게 할 수 있다.
그러나 반대로 이야기하면, DOHC와 달리 하나의 캠 샤프트로 로커 암을 개입하여 밸브를 구동시키는 구조이므로 급배기 밸브의 수를 늘리기 어려워 고회전형 엔진을 만들기 어렵다. 같은 이유로 대출력화의 일환으로서 빅 밸브 등을 조합한 경우 밸브 당 관성중량이 DOHC보다도 커지기 쉽게 된다. 또, 하나의 캠 샤프트로 급배기 양쪽의 밸브를 여닫기 때문에, 밸브 협각 등의 밸브 레이아웃의 허용범위가 좁다. 조정식 캠 스프로켓에서 밸브 타이밍을 조정하는 경우에 있어, DOHC처럼 흡기·배기를 별도로 미세조정할 수 없기 때문에 이 조건을 동시에 만족하기 위해서는 그 때마다 매번 캠 샤프트를 새로 만들어야만 한다.

## 같이 보기
- OHC